# Comité international de médecine militaire
 (octobre 2024).
Le Comité International de Médecine Militaire (CIMM) est une organisation internationale et intergouvernementale, constituée par plus de cent États. Le CIMM a été créée en 1921, après que la Première Guerre mondiale eut révélé le manque de soins donnés aux victimes et la nécessité de renforcer la coopération entre les services de santé des forces armées à l'échelle mondiale.

## Historique

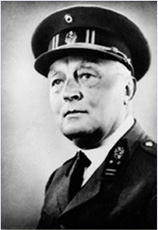
Général Médecin Jules Voncken (Belgique), fondateur et Secrétaire Général du Comité International de Médecine Militaire depuis 1921 jusqu’en 1975

En 1920, après que la Première Guerre mondiale ait révélé l'importance d'une coopération plus étroite entre les services médicaux des forces armées du monde, le capitaine William S. Bainbridge, MD (US Navy) et le commandant médecin Jules Voncken (Belgique) proposèrent, durant la 28ème session de l'association militaire des officiers US [(AMSUS)], la création d'une organisation internationale des services médicaux des forces armées.

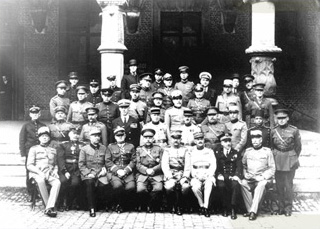
Première Assemblée Générale des services médicaux de l'Armée de Terre, de l'Air et de la Marine, juillet 1921, Belgique

Le gouvernement belge a soutenu activement l'élaboration concrète de ce concept et le premier congrès international de médecine et de pharmacie militaire s’est tenu en juillet 1921 à Bruxelles (Belgique), en présence de Sa Majesté le Roi Albert 1er. Le Comité International de Médecine et de Pharmacie Militaire (CIMPM) a été officiellement fondé le 21 juillet 1921 pendant le Congrès. Les pays fondateurs furent la Belgique, le Brésil, l'Espagne, les États-Unis d'Amérique, la France, la Grande-Bretagne, l'Italie et la Suisse.
Depuis, le CIMPM a toujours accueilli, en uniforme, les membres des services de santé de tous les blocs politiques, même lors de la pire période de la guerre froide. Le 21 mai 1952, un accord de coopération a été signé avec l’Organisation mondiale de la santé (OMS) qui a reconnu le CIMPM comme un organisme international spécialisé dans le domaine médico-militaire.
Le 28 avril 1990, le CIMPM a changé de nom et devint le Comité International de Médecine Militaire (CIMM). Les nouveaux statuts du CIMM, révisé en accord avec les politiques modernes, ont été votés lors de l'Assemblée Générale qui s’est tenue à l’occasion du 31ème congrès mondial de médecine militaire à Pékin (Chine) en 1996. Le CIMM a réactualisé son accord avec l'OMS en 2004 et a signé un accord de coopération avec l’Organisation mondiale de la santé animale (OIE) en 2006.

## Objectifs

### Objectif principal
L’objectif principal du CIMM est de faire en sorte que le personnel des services de santé militaires ait les moyens de travailler ensemble, en utilisant des pratiques similaires à des opérations impliquant la coopération internationale. Il s’agit d’un objectif à long terme, et le CIMM travaille à sa réalisation en encourageant des activités scientifiques et techniques au cours desquelles les expériences sont partagées en établissant des contacts avec la communauté scientifique et par la promotion de manifestations régionales. Cela permet de mettre en commun les ressources et l'expérience de travail de la médecine militaire, à la fois sur le théâtre des opérations et dans un rôle de soutien dans le cas des situations de crise.

### Autres objectifs
- Maintenir et renforcer les relations entre les services de santé militaire des États membres.
- Promouvoir les activités scientifiques médico-militaires.
- Éduquer les États membres sur les normes et les pratiques adaptées aux situations lors de cours spécifiques.
- Contribuer au développement des recommandations médicales et médico-militaires pour les opérations humanitaires – celles-ci pourrait être de l'ordre des interventions humanitaires des Forces armées pour les opérations de maintien de la paix.
- Faciliter les relations entre les Services de santé des Forces armées des États membres du CIMM et les organismes internationaux comme l'OMS (Organisation mondiale de la santé), l'OIE (Office international des épizooties), l'ONUSIDA, le CISM (Conseil international du sport militaire), la WVA (World Weterinay Association), la WMA (World Medical Association) ou la FIP (Fédération Internationale Pharmaceutique), …

## Activités
Les objectifs ci-dessus sont d'intérêt pour tous les secteurs de la médecine militaire au sens large, c'est-à-dire :
- la médecine militaire dans tous ses aspects;
- les techniques d'aptitude;
- la médecine de catastrophe;
- la médecine de masse;
- la dentisterie;
- la pharmacie militaire;
- les sciences vétérinaires;
- L'administration, l'organisation et la logistique des missions médicales;
- Forum d’échange d'informations.

Le rôle principal du CIMM est de contribuer aux échanges dans tous les domaines médico-militaires aussi bien technologiques que scientifiques.
Ceci est réalisé principalement lors des Congrès mondiaux et régionaux réunissant les délégations des États Membres et les représentants des pays observateurs; mais également lors des échanges multilatéraux.
En 2021, le CIMM célébrait son centenaire et le Congrès Mondial de Médecine Militaire qui devait également marquer cette date fut reporté en raison de la pandémie de la COVID19. Le 44ème Congrès Mondial de Médecine Militaire du CIMM s'est donc déroulé en septembre 2022 à Bruxelles (Belgique).
Le 45ème Congrès Mondial de Médecine Militaire du CIMM s'est déroulé en septembre 2024 à Brisbane (Australie).
Les groupes de travail régionaux Maghrebin, Pan-Africain, Pan-Américain, Pan-Arabe, Pan Asie-Pacifique et Pan-Européen organisent des congrès régionaux et des cours régionaux et internationaux.
Chaque trimestre le CIMM publie son organe officiel, la Revue Internationale des Services de Santé des Forces Armées. Vitrine scientifique du CIMM, la revue est le lien matériel entre tous les services médicaux des États membres. Plusieurs copies sont envoyées gratuitement aux délégués et aux structures des services de santé des armées de chaque État membre. Ce lien est renforcé par le site Internet officiel du CIMM, où toutes les informations sur les activités du CIMM, les structures et les documents officiels de travail sont mis à jour.
La participation active des États membres permet à chacun d’obtenir tous les avantages attendus au cours des différents congrès et des échanges multilatéraux.
Les langues officielles pour les échanges sont le français et l'anglais.

## Formation et coaching
Dans ces domaines, les objectifs du CIMM sont les suivants:
- rendre plus facile les échanges sur les méthodes de formation utilisés dans le monde;
- essayer de faire des lignes directrices (non restrictive);
- mise en place d'une base de données sur les formations existantes;
- organiser ou recommander des cours internationaux.

## L'évaluation des situations de catastrophe
Le CIMM favorise les discussions sur les activités des services de santé militaire lors de catastrophes majeures naturelles ou technologiques.

## Coopération avec les organismes internationaux
Le CIMM a signé des accords avec l'OMS, le CICR, l'OIE, l'ONUSIDA, le CISM, la WVA, la WMA et la FIP. Ces accords prévoient une coopération avec les Services de santé des armées des États membres en vue de détecter et de répondre aux grandes épidémies qui posent une menace mondiale pour la santé publique. l'OMS, le CICR, l'OIE, l'ONUSIDA, le CISM, la WVA, la WMA et la FIP contactent individuellement chaque gouvernement. Le CIMM a également en projet la signature d'accords de collaborations avec d'autres organismes internationaux.

## Évolution du droit international humanitaire
- Il est clair aujourd'hui que les conflits et les interventions militaires imposent une évolution du droit international humanitaire. Dans ce contexte, l'expérience acquise au sein du CIMM, permet de collaborer avec des organismes spécialisés.
- Des échanges fructueux ont lieu au cours des différentes réunions du CIMM.
- Un cours de droit des conflits armés est organisé chaque année avec l'appui de la Suisse. Ce cours est décentralisé dans différentes régions du monde.

## Structure et fonctionnement du CIMM
Le CIMM est une organisation inter-gouvernementale neutre et non politique.
Le CIMM est composé de 120 États membres et 3 membres observateurs, qui sont des États reconnus par les Nations Unies (ONU) ou ont le statut officiel d'observateur, ou sont reconnus comme membres de l'OMS. Chaque État membre est représenté par un délégué officiel qui est nommé par le gouvernement de son pays. Pour devenir membre du CIMM et adhérer à ses statuts, chaque État membre dépose une demande émanant du ministère de la Défense ou des Affaires étrangères ou d’une Haute Autorité de l’État. Cette demande est adressée au Secrétaire Général et ensuite approuvé au cours d’une session de l'Assemblée Générale des États membres se tenant lors d’un Congrès mondial, tous les deux ans.
Chaque État membre paie une cotisation en rapport avec son importance (PIB, niveau de la dette, de la population). Cette cotisation donne à l'État le droit de vote à l'Assemblée Générale et lui permet d'entreprendre des activités reconnues par le CIMM. Seul un devoir moral de participation active motive la composition des États membres. Les recommandations des Assemblées Générales sont toujours non contraignantes et observent strictement le principe de souveraineté de chaque État membre. Seul le pouvoir politique de chaque État membre peut modifier les recommandations du CIMM dans les décisions applicables à ses propres forces armées. Conformément aux statuts du CIMM et à son histoire, la Belgique est le siège du Secrétariat Général, branche exécutive du CIMM. La stabilité du siège est une condition de continuité, en évitant les coûts excessifs de travail.
De la même façon, il est important de noter que toutes les personnes responsables formant le Secrétariat Général sont bénévoles et non rémunérées, à l'exception des secrétaires exécutives payées. Le Secrétaire Général est élu par l'Assemblée Générale pour un mandat de quatre ans renouvelables. Il est à la tête de la branche exécutive du CIMM.
Le Secrétaire Général actuel est le médecin Lieutenant Général Pierre Neirinckx, assisté par un secrétaire général adjoint et de plusieurs assistants. Ils représentent l'organe politique du Secrétariat Général. Le Secrétaire Général et son adjoint sont des Belges, conformément aux statuts du CIMM. Le Secrétaire Général exécute les décisions de l'Assemblée Générale. L'Assemblée Générale tient sa session tous les deux ans lors des Congrès Mondiaux, et est dirigée par le Président du CIMM. Celui-ci est le délégué représentant l’État membre qui organise le Congrès mondial. Il est à la tête du pouvoir législatif du CIMM, supervise les travaux de l'Assemblée Générale lors du Congrès mondial dans son pays. Son mandat, non renouvelable, correspond à la durée entre deux Assemblées Générales. Le Secrétaire Général lui rend compte de l’exécution des activités. Le dernier Congrès mondial a eu lieu en Australie en septembre 2024. La présidente du CIMM est la Rear Admiral (RADM) Sonya Bennett (Australie). Toutes les questions scientifiques sont contrôlées par le conseil scientifique du CIMM, dirigé par le Président du conseil scientifique, le médecin général major Prof. (ret.) Humbert Boisseaux. Il est élu par l'Assemblée Générale pour un mandat de quatre ans, renouvelable. Il est assisté par le vice-président du conseil scientifique, le médecin général Prof. Jean-Jacques Lataillade, également élu par l'Assemblée Générale pour un mandat de quatre ans, renouvelable. Pour aider le conseil scientifique, il existe des commissions techniques dans les spécialités suivantes : vétérinaire, pharmacie, dentaire, infirmiers et paramédicaux, de logistique et de l'éducation.
Leurs présidents sont également élus par l'Assemblée Générale, pour des mandats de quatre ans renouvelables.

## Challenges
Au cours des dernières années, le CIMM a dû faire face à de nombreux défis : la nécessité de rester en contact étroit avec toutes les parties du monde, préparer entre deux congrès mondiaux, les questions qui seront débattues à l'Assemblée Générale où les décisions sont prises. La mission de gérer la demande d’organisation de cours et d’activités scientifiques régionales, et la décentralisation de cours internationaux, comme le cours international sur le droit humanitaire. La nécessité d'éduquer tous les personnels médicaux et pas seulement d'informer les niveaux supérieurs des Services de santé. La nécessité de spécialiser les personnels médicaux dans des situations régionales, ils peuvent se rencontrer en opération partout dans le monde. La nécessité pour tous les personnels médicaux, de partager leur expérience pratique et scientifique et de savoir à l'avance les partenaires internationaux avec qui ils travailleront en opération.
Ainsi, le CIMM a inclus dans ses statuts le principe d'un Groupe de travail international (GTI) et des Groupes de travail régionaux (GTR), et a créé une Commission pour l'éducation. La composition du GTI est décidée, au cours de l'Assemblée Générale et aide le Secrétaire général à préparer les questions qui seront présentées et discutées lors de la prochaine session de l’Assemblée Générale. Les délégués des États membres du GTI sont le lien entre le Secrétaire Général et tous les États membres pour la période courant entre deux congrès mondiaux. Un GTR peut être créé par les différents États membres qui veulent partager leurs expériences et leurs problèmes sur une base régionale. La création d’un GTR est proposée et autorisée par l'Assemblée Générale. Actuellement, le Groupe de travail régional Pan Africain, le Groupe de travail régional Pan Américain, le Groupe de travail régional Pan Arabe, le Groupe de travail régional Pan Asie-Pacifique, le groupe de travail Pan Européen et le Groupe de travail régional des pays du Maghreb sont actifs et organisent des congrès et des cours régionaux, entre deux congrès mondiaux. Au cours d’un congrès régional, une réunion des délégués des États membres du GTR, assure la continuité des travaux. Mais cette « Assemblée Régionale » n'a pas de pouvoir législatif comme l'« Assemblée Générale » du CIMM. Le secrétaire général reste en contact étroit avec les présidents des GTR et le président du conseil scientifique peut aider à tous les aspects scientifiques du congrès régional. La commission technique pour l'éducation dépend du président du conseil scientifique, et aide à assurer la qualité des cours qui peuvent être décentralisés dans les zones des GTR. Le président du conseil scientifique est également en contact avec les coordinateurs qui organisent les cours, et le secrétaire général est en contact avec les directeurs de cours internationaux, qui sont généralement les directeurs des services de santé des forces armées des États membres organisant un cours international dans leur pays. Le bon fonctionnement du GTI, des GTR et des cours sont les grands défis du CIMM dans les années à venir. L’organisation des Congrès mondiaux, des Congrès régionaux et des cours sont régis par des documents officiels comme les règlements d'ordre intérieur (ROI), qui sont votés par l'Assemblée Générale et, est complété par des guides pratiques.